# حسین کنان آیدین
حسین کنان آیدین (انگلیسی: Hüseyin Kenan Aydın) یک سیاست‌مدار اهل آلمان بود.